# Afranthidium amoenum
Afranthidium amoenum är en biart som först beskrevs av Pasteels 1969.  Afranthidium amoenum ingår i släktet Afranthidium och familjen buksamlarbin. Inga underarter finns listade i Catalogue of Life.